# Kay Ivey
Kay Ellen Ivey (Camden, 15 de outubro de 1944) é uma política norte-americana, atual governadora do Alabama desde 2017. Filiada ao Partido Republicano, serviu como a 38ª tesoureira do Alabama entre 2003 e 2011, e a 30ª vice-governadora do Alabama de 2011 a 2017. Ela foi empossada governadora de seu Estado em 10 de abril de 2017, após a renúncia do governador Robert J. Bentley. Ivey é a primeira mulher governadora do Alabama desde Lurleen Wallace. Em 2018, foi reeleita com 59% dos votos para um mandato completo de 4 anos.